# Phyllophaga necaxa
Phyllophaga necaxa är en skalbaggsart som beskrevs av Saylor 1943. Phyllophaga necaxa ingår i släktet Phyllophaga och familjen Melolonthidae. Inga underarter finns listade i Catalogue of Life.